# Обмен (картина де Кунинга)
«Обмен» (англ. Interchange; также известная как «Обменянный» англ. Interchanged) — картина американского художника-экспрессиониста голландского происхождения Виллема де Кунинга, завершенная в 1955 году. Картина является одним из первых абстрактных пейзажей де Кунинга, которая ознаменовала смену его стиля под влиянием Франца Клайна. В сентябре 2015 года Фонд Дэвида Геффена продал её Кеннету Гриффину за 300 миллионов долларов, что сделало картину одной из самых дорогих в мире. Сейчас картина находится в аренде в Чикагском институте искусств.

## История
Картина была завершена в 1955 году. До этого, в течение последних десяти лет де Кунинг работал над переосмыслением абстрактной женской фигуры, создав серию работ на эту тему. Серия была показана на персональной выставке в Нью-Йорке в 1953 году под названием «Картины на тему женщины». Некоторые из названий этих работ были связаны с различными состояниями «Женщина I», «Женщина III» и «Женщина», а также «Две стоящие женщины».
К 1955 году де Кунинг перешёл от человеческой формы к абстрактным отображением архитектуры и окружения Нью-Йорка, создав ряд работ, такие как: «Полицейская газета», «Композиция», «Готэм ньюз», «Субботний вечер» и «Пасхальный понедельник». В течение 1956 года де Кунинг создал «Время огня», через год после завершения «Обмена».
Выбор назывании своих работ того периода сам художник описывал так: «Я чувствую что моим домом является центр [деловая часть] Нью-Йорка, чем … моё жилье на Парк-авеню. Это не имеет социального комментария. Просто на улицах так чертовски тихо. Я имею в виду, там вы ничего не найдете. Может быть, это как-то связано с моим воспитанием, я не знаю, но я средний обыватель. Я не буду ездить на свою студию на Кадиллаке». Выбор имён для картин, возможно, обусловлен районом, где он жил в то время: центр Нью-Йорка.

## Провенанс
Де Кунинг продал картину вскоре после завершения за 4000 долларов архитектору Эдгару Кауфманну-младшему, чей отец Эдгар Кауфманн владел универмагом Кауфмана в Питтсбурге. Поместье Кауфмана продало картину вместе с другими предметами коллекции на аукционе Sotheby’s в Нью-Йорке в ноябре 1989 года, где картина была куплена японским арт-дилером Сигэки Камэяма, владельцем Токийской галереи горных черепах, за 20,7 миллиона долларов, установив, на тот момент, рекордную цену для работ живущих художников. После 1990 года работа была продана Дэвиду Геффену с существенной потерей в цене.
В сентябре 2015 года Геффен продал картину за 300 миллионов долларов миллиардеру Кену Гриффину. Гриффин заплатил 500 миллионов долларов за две работы. Вторая работа — Номер 17А Джексона Поллока, которая была оценена в 200 миллионов долларов. По состоянию на 2017 год это вторая по величине цена, заплаченная за картину, уступающая только Спасителю мира Леонардо да Винчи, которая была продана за 450,3 миллиона долларов в ноябре 2017 года.